# Duroc (Métro Paris)

Streckenführungen vor und ab Juli 1937, die neuen Streckenabschnitte sind gestrichelt eingezeichnet

Duroc [dyʁɔk] ist ein unterirdischer Umsteigebahnhof der Pariser Métro. Er wird von den Linien 10 und 13 bedient.

## Lage
Der U-Bahnhof befindet sich an der Grenze des 6. (Quartier Notre-Dame-des-Champs), des 7. (Quartier de l’École Militaire) und des 15. Arrondissements (Quartier Necker) von Paris. Die Station der Linie 10 liegt westlich der Kreuzung Place Léon-Paul-Fargue längs unter der Rue de Sèvres, die der Linie 13 nördlich der Einmündung der ehemaligen Betriebsgleise längs unter dem Boulevard des Invalides.

## Name
Namengebend ist die nahe Rue Duroc, die nördlich parallel zur Rue de Sèvres und rechtwinklig zum Boulevard des Invalides verläuft. Géraud Christophe Michel Duroc war ein französischer General und enger Vertrauter Napoleons.

## Geschichte
Eine erste Station Duroc wurde am 30. Dezember 1923 mit der Eröffnung der Linie 10 in Betrieb genommen. Anlässlich der Änderung der Linienverläufe im Jahr 1937 wurde diese Station der Linie 14 (seit 9. November 1976: Linie 13) zugeordnet, die Linie 10 erhielt eine neue Station.
Am 27. Juli 1937 ging die nördliche Verlängerung der Linie 14 von Montparnasse – Bienvenüe nach Duroc – und weiter über die bisherige Strecke der Linie 10 – bis Invalides in Betrieb. Zwei Tage später wurde die neue Streckenführung der Linie 10 in Betrieb genommen. Statt von Vaneau kommend nach Norden zu schwenken, wurde sie geradlinig unter der Rue de Sèvres nach Westen bis Porte d’Auteuil geführt. Unter der Place Léon-Paul-Fargue entstand ein Kreuzungsbauwerk, wobei die Gleise der Linie 10 die der Linie 13 unterqueren. Die Verbindung zwischen den Stationen Vaneau (Linie 10) und Duroc (Linie 13) blieb als zweigleisige Betriebsstrecke zunächst erhalten, mittlerweile sind diese Gleise abgebaut.
2012 wurde die Station der Linie 13 mit Bahnsteigtüren ausgestattet.

## Beschreibung
Die beiden Stationen haben die ursprüngliche Pariser Standardlänge von 75 m, sie sind L-förmig zueinander angelegt. Sie liegen unter elliptischen Gewölben und weisen zwei Seitenbahnsteige an zwei Streckengleisen auf. Die Decken und die Wände sind weiß gefliest, die Wände der Station der Linie 13 folgen der Krümmung der Ellipse. Nördlich der letztgenannten Station liegt ein einfacher Gleiswechsel.
Die vier Zugänge liegen an der Place Léon-Paul-Fargue, sie sind durch von Adolphe Dervaux im Stil des Art déco entworfene Kandelaber gekennzeichnet.

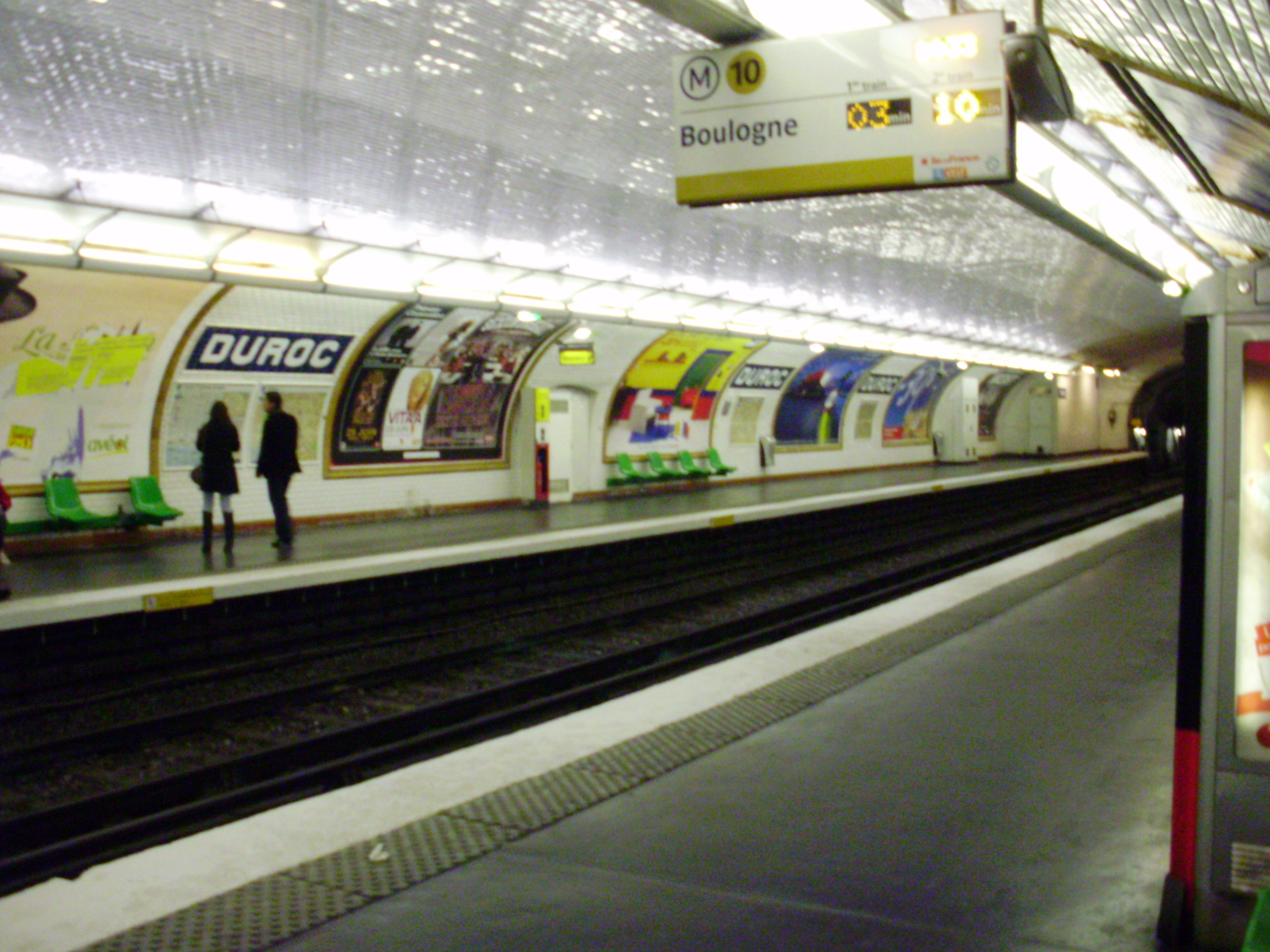
Station der Linie 10
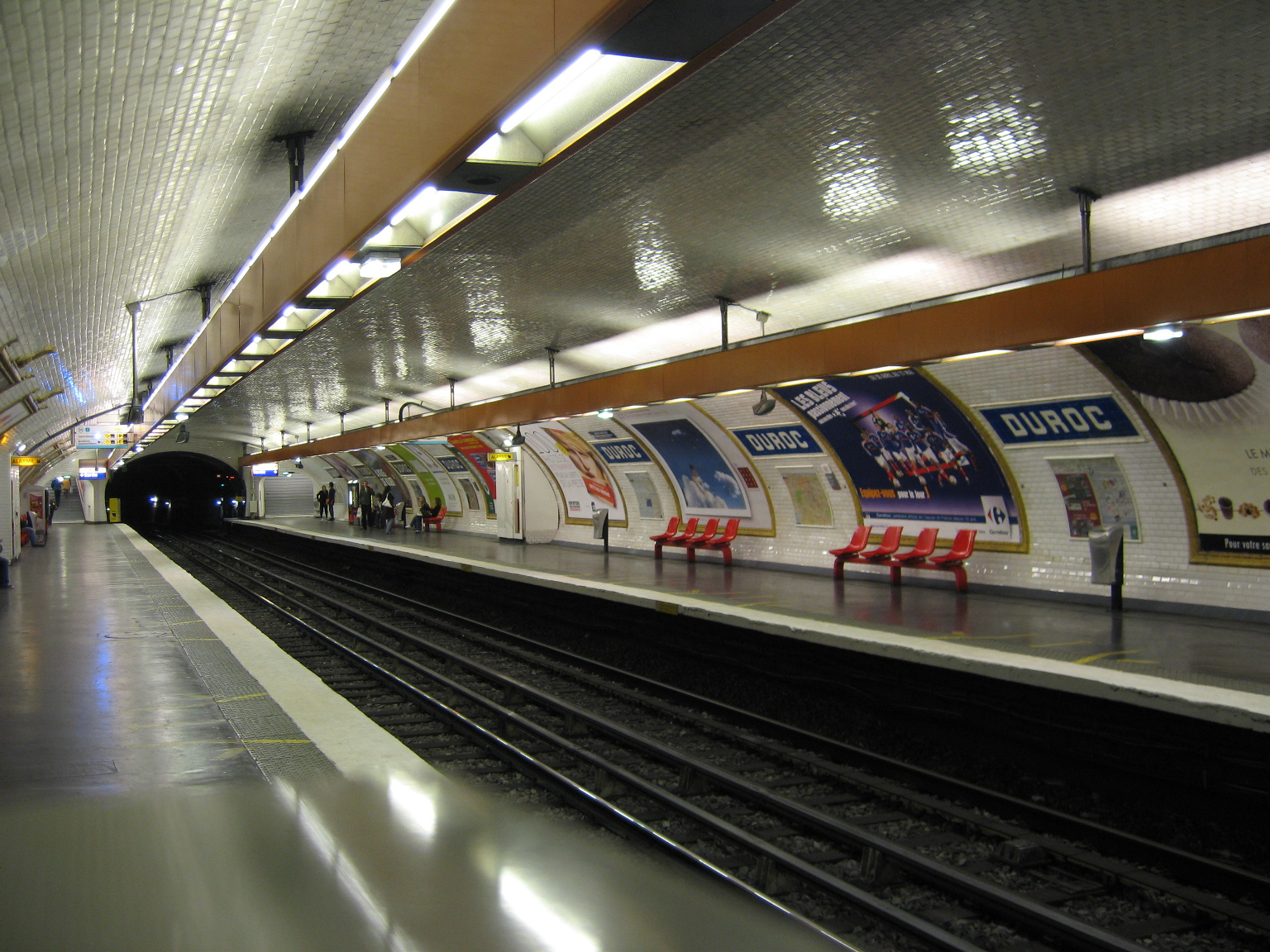
Station der Linie 13 vor dem Einbau der Bahnsteigtüren, 2008
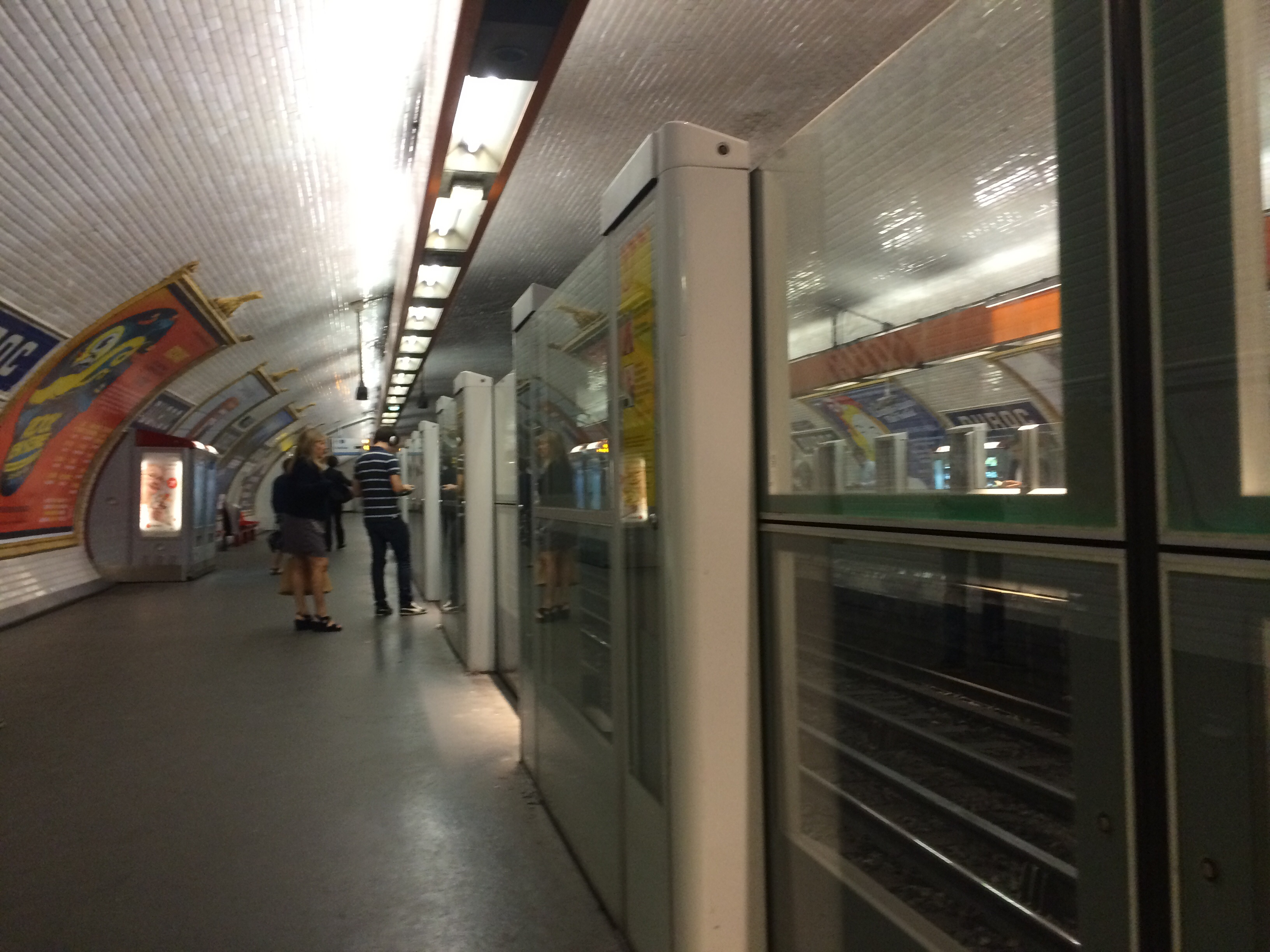
Bahnsteigtüren in der Station der Linie 13
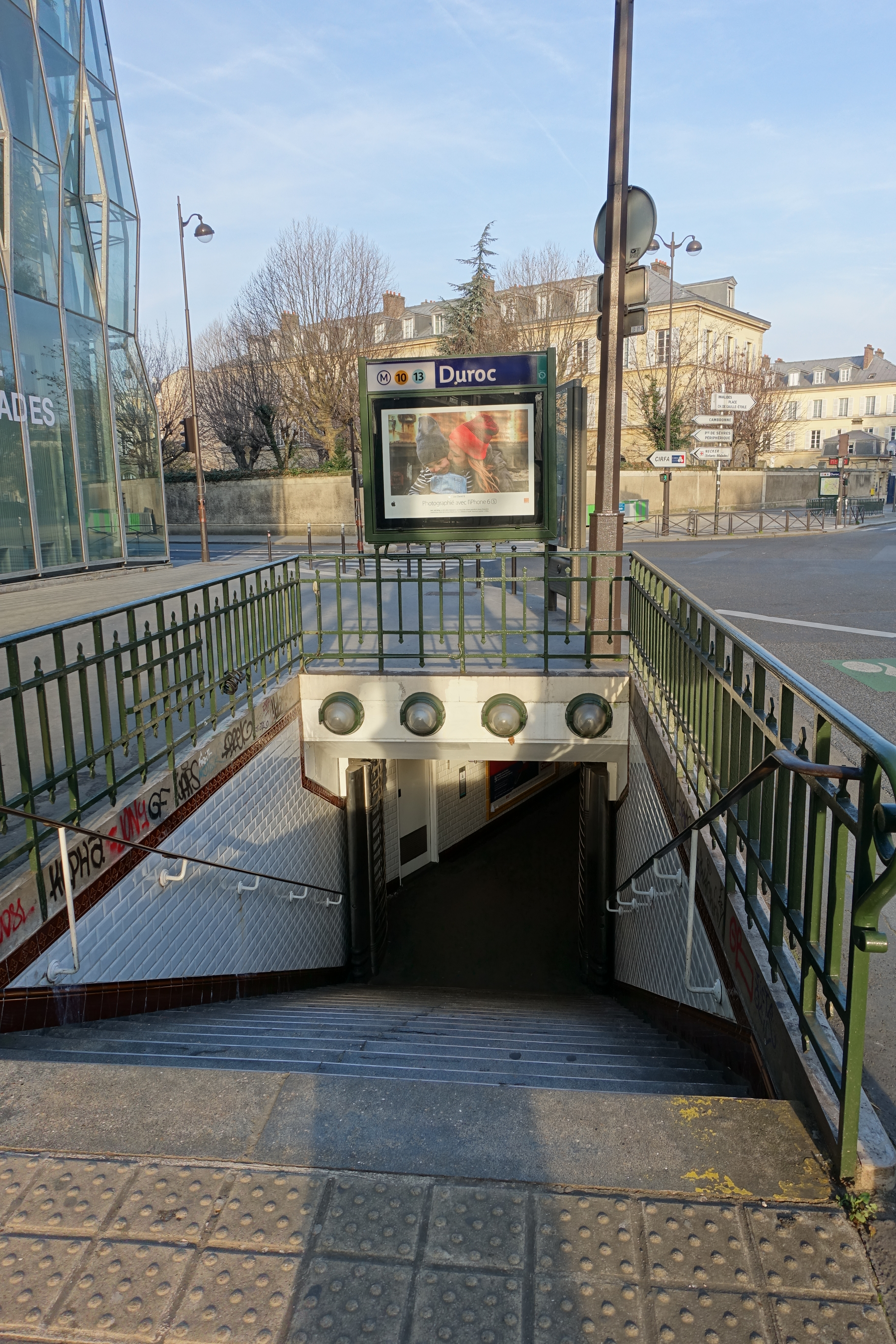
Zugang Rue de Sèvres, Ecke Boulevard des Invalides

## Fahrzeuge
Auf der Linie 10 verkehren konventionelle Züge der Baureihe MF 67. Zwischen 1975 und 1994 liefen Züge der Baureihe MA, davor solche der Bauart Sprague-Thomson.
Die Linie 13 wird seit 1978 von Fahrzeugen der Baureihe MF 77 befahren. Vorher waren dort MF 67 unterwegs, die ihrerseits 1976 die Sprague-Thomson-Züge ablösten.

## Trivia

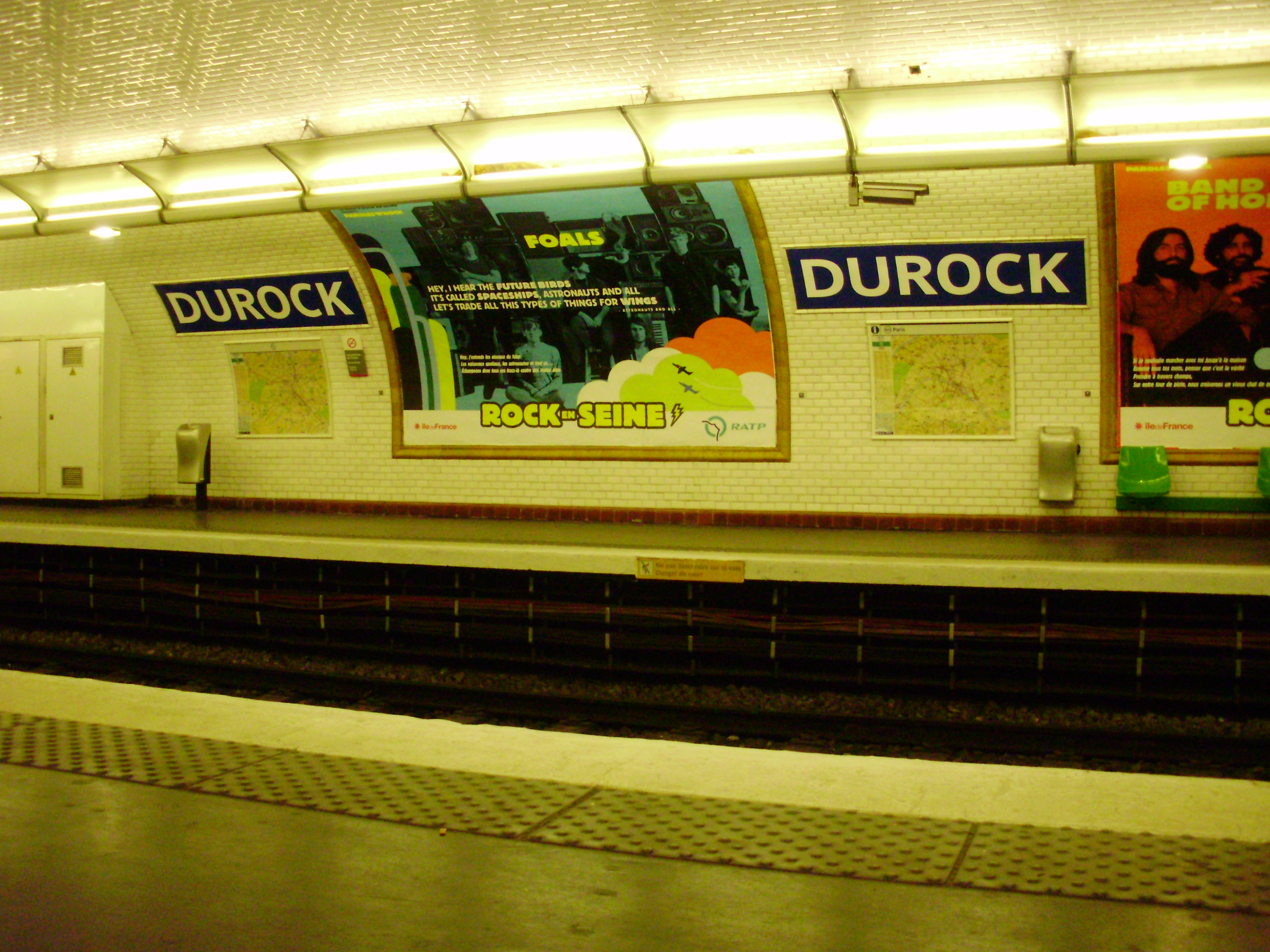
Beschilderung der Station der Linie 10 als „Durock“, 2010

Anlässlich des Musikfestivals Rock en Seine wurde die Station der Linie 10 in den Jahren 2008 bis 2010 und 2012 bis 2014 jeweils im Juni eine Woche lang als „Durock“ ausgeschildert.